# Beatrice de Cardi
Beatrice Eileen de Cardi, née le 5 juin 1914 à Londres et morte le 5 juillet 2016 dans cette même ville, est une archéologue britannique, spécialisée dans l'étude du Golfe Persique et du Baloutchistan, une région du Pakistan.
Elle a été présidente de la Fondation Britannique pour l'Étude de l'Arabie et secrétaire du Council for British Archaeology de 1949 à 1973. Elle quitta le travail de terrain à 93 ans, faisant d'elle la plus vieille archéologue du monde à rester aussi longtemps en activité.

## Jeunesse et études
De Cardi nait à Londres le 5 juin 1914. Elle est la deuxième fille de Edwin de Cardi, Français aux origines corses, et Christine Berbette Wurfflein, une Américaine. Elle étudie à la St Paul's Girls' School mais sa scolarité est ensuite interrompue par la maladie. De 1933 à 1935, elle étudie l'histoire, le latin et l'économie à l'University College de Londres. Elle étudie également l'archéologie et a pour enseignant Mortimer Wheeler.

## Carrière
De Cardi effectue sa première mission en tant qu'assistante de fouilles avec Wheeler et sa femme Tessa au fort de Maiden Castle, bâtiment datant de l'âge de fer, dans le sud de l'Angleterre. Elle participe au tri des poteries retrouvées, ce qui la guide vers une carrière dans la discipline. En 1936, après l'obtention de son diplôme, elle devient d'abord la secrétaire de Wheeler au London Museum et, par la suite son assistante.
Pendant la Seconde Guerre mondiale, Beatrice de Cardi travaille au cabinet exécutif d'approvisionnement des Alliés en Chine. Elle vit alors à Chongqing, mais visite fréquemment l'Inde. Fascinée par la région, elle devient après la guerre assistante du Commissaire au commerce britannique à Karachi, Delhi, et Lahore. Elle effectue des recherches archéologiques dans l'Ouest du Baloutchistan. Le travail de Beatrice de Cardi consiste alors à recueillir des matériaux en surface (par exemple des tessons de céramique, des objets en cuivre, en os et en silex) sur plusieurs sites dans Jhalawan. Ses expéditions sont réalisées avec l'assistance d'un fonctionnaire du service archéologique du Pakistan, Sadar Din. Ce dernier avait été recommandé à de Cardi par Wheeler, ce dernier ayant été promu au poste de Directeur Général de l'Archéologie en Inde. Ensemble, Sadar Din et Beatrice de Cardi découvrent 47 sites archéologiques.
Après une absence, en raison de troubles politiques, de Cardi retourne au Baloutchistan en 1966. Elle découvre des poteries sur des sites à proximité de la rivière Bampur qui l'amène à redéfinir la nature des liens commerciaux dans la région du Golfe persique à l'Âge du Bronze. Elle effectue aussi des travaux dans le Golfe persique, et lance un certain nombre d'expéditions dans les Émirats arabes unis, qui révèlent alors les premiers exemples de poteries Obeïd dans la région. Elle découvre en outre plus de 20 tombes datant du second millénaire avant notre ère.
En 1973, le gouvernement du Qatar nomme de Cardi à la tête d'une expédition archéologique visant à illustrer l'histoire du pays pour son nouveau musée national. Son équipe découvre des outils de la vie quotidienne et des poteries qui suggèrent que la région du Qatar était en contact avec d'autres régions bien avant les dates alors estimées.
Après avoir travaillé au Qatar, Beatrice de Cardi poursuit ses recherches dans le sultanat d'Oman et les Émirats arabes unis. Elle cesse le travail de terrain à 93 ans, et commence à se concentrer sur l'écriture, l'analyse et le classement de son travail.
De son travail de terrain, Beatrice de Cardi déclare en 2008 : « je n'ai jamais eu de difficultés [...] Je ne suis pas une femme ou un homme quand je suis en train de travailler dans le Golfe ou ailleurs. Je suis une professionnelle et ils l'ont toujours accepté. »

### Hommages et distinctions
De 1949 à 1973, de Cardi est secrétaire adjointe, puis secrétaire du Conseil pour l'Archéologie Britannique. Le conseil a fondé une conférence annuelle en son honneur en 1976, la Beatrice de Cardi Lecture,. Plus tard, le conseil a renommé son siège en Maison Béatrice de Cardi.
En 1973, elle est nommée à l'ordre de l'empire britannique pour ses services rendus à l'archéologie.
En 1989, elle reçoit la médaille Al Qasimi pour les services archéologiques effectués dans l'état de Ras Al Khaimah. Elle est la première femme à recevoir la médaille. En 1993, elle reçoit la Médaille Commémorative Burton de la Royal Asiatic Society. À partir de 1995, Beatrice de Cardi est membre honoraire de l'University College de Londres. En juin 2014, pour ses cent ans, elle reçoit la médaille d'or de la Society of Antiquaries of London "pour les éminents services rendus à l'archéologie".

## Vie personnelle
Son premier fiancé meurt pendant la Seconde Guerre mondiale. Le second meurt dans un accident d'équitation, au Qatar, alors qu'il travaillait avec elle.

## Mort
De Cardi meurt au Chelsea and Westminster Hospital, à Londres, le 5 juillet 2016, à la suite de complications liées à une chute.